# Bag Enderby
Bag Enderby är en by i civil parish Greetham with Somersby, i distriktet East Lindsey, i grevskapet Lincolnshire, i England. Byn är belägen 15 km från Louth. Bag Enderby var en civil parish fram till 1936 när blev den en del av Somersby. Civil parish hade 29 invånare år 1931. Byn nämndes i Domedagsboken (Domesday Book) år 1086, och kallades då Aldredebi/Andrebi.